# Levenehäst
Levenehäst, numera utdöd typ av kallblodshäst, vilken omkring 1850 framavlades i Levene i Västergötland. Aveln ägde rum genom korsning av clydesdalehingstar och ston av lantras från Västergötland.

## Historia
Levenehästen uppkom på gården Stora Levene på Varaslätten i Vara kommun. År 1856 köptes hingsten Sultan till gården. Hingsten användes ofta i aveln. Den var korsning mellan clydesdalehingsten Free Trade och ett lantsto med inslag av norskt blod. Fölet (sonen) Levene-Milton (1861–79) blev signifikant för fortsatt utveckling.
I aveln utnyttjades clydesdalehingstar, såväl importerade som svenskfödda. Hästrasen fick erkännande samt blev premieringsbar 1882. I och med att ardennerhästen i början av 1900-talet blev dominerande som kallblodsras i området försvann intresset för levenehästen.
Den sista hingsten av levenehäst premierades 1942. År 1972 avled den sista renrasiga Levenehästen.

## Egenskaper
Levenehästen var för det mesta brun och hade ofta bläs eller andra ansiktstecken och stora vita tecken på benen. Levenehästen var inte speciellt stor och hade bara en mankhöjd på omkring 150 centimeter. Egenskaper var bland annat styrka, smidighet, livlighet och samarbetsvilja. Det var en medeltung kallblodshäst med seghet och härdighet, vilket kännetecknade många av den tidens typiska lantraser.
Hästen användes i jordbruksarbete samt i städerna, där den till exempel användes till bryggarvagnar och spårvagnar. Den användes också som brandkårshäst. Levenehästen var snabb som travhäst.